# Taubaté
Taubaté is een gemeente in de Braziliaanse deelstaat São Paulo. De gemeente telt 273.426 inwoners (schatting 2010).
De plaats is de zetel van het rooms-katholieke bisdom Taubaté.

## Aangrenzende gemeenten
De gemeente grenst aan Caçapava, Lagoinha, Monteiro Lobato, Pindamonhangaba, Redenção da Serra, Roseira, São Luís do Paraitinga en Tremembé.

## Geboren in Taubaté
- Georgina de Albuquerque (1885-1962), kunstschilderes
- José Augusto Brandão (1911-1989), voetballer
- Hebe Camargo (1929-2012), televisiepresentatrice, actrice en zangeres
- Domilson Cordeiro dos Santos, "Dodô" (1998), voetballer
- Gabriel Moscardo (2005), voetballer